# Amor, amor, amor
Amor, amor, amor  è un singolo della cantante statunitense Jennifer Lopez, realizzato in collaborazione con Wisin, pubblicato il 10 novembre 2017.

## Video musicale
Il videoclip del brano, diretto da Jessy Terrero e ambientato nella stazione della metropolitana di Bowery a Manhattan, New York, è stato pubblicato lo stesso giorno di pubblicazione del singolo sul canale Vevo-YouTube della cantante.

## Classifiche
| Classifica (2017) | Posizione massima |
| ----------------- | ----------------- |
| Cile              | 16                |
| Italia            | 99                |
| Spagna            | 60                |